# Liste der Flüsse in Venezuela
Dies ist eine Liste der Flüsse in Venezuela, gruppiert nach Einzugsgebiet. Die Nebenflüsse sind unter dem Namen des Hauptflusses eingerückt.

## Nach Einzugsgebiet

### Atlantischer Ozean

#### Amazonas
- Amazonas (Brasilien)
  - Río Negro
    - Canal del Casiquiare
      - Río Baria
        - Río Yatuá

      - Río Siapa

    - Río Guainía
      - Río Conorochitecueco

#### Essequibo
- Essequibo (Guyana)
  - Mazaruni (Guyana)
    - Cuyuní
      - Río Wenamu
      - Río Corumpo
      - Río Yuruarí
      - Río Supamo

    - Río Kamarang

#### Orinoco
- Orinoco
  - Río Grande (Mündungsarm, mündet in die Boca Grande)
    - Río Barima
    - Río Amacuro
    - Río Cuyubini
    - Río Aguirre

  - Río Caño Araguao (Mündungsarm)
  - Caño Mariusa (Mündungsarm)
  - Caño Macareo (Mündungsarm)
  - Caño Tucupita (Mündungsarm)
  - Río Caño Mánamo (Mündungsarm, mündet in den Golf von Paria)
    - Río Tigre
      - Río Morichal Largo

    - Río Urecoa

  - Río Caroní
    - Río Paragua
      - Río Asa
      - Río Uinebona
      - Río Carutu

    - Río Carrao
      - Río Churun

    - Río Icabarú
    - Río Acaruay
    - Río Aponguao
    - Río Cuquenán

  - Río Caris
  - Río Aro
    - Río Arisa
    - Río Carapo

  - Río Pao
  - Río Guaicupa
  - Río Cabrutica
  - Río Mapire
  - Río Caura
    - Río Mato
    - Río Erebato
    - Río Merevarí

  - Río Zuata
  - Río Iguana
  - Río Cuchivero
  - Río Manapire
  - Río Guariquito
    - Río Mocapra

  - Río Apure
    - Río Guárico
      - Río Orituco
        - Río Memo

    - Río Portuguesa
      - Río Guanare
        - Río Caño Guanaparo oder Guanare Viejo
        - Río Bocono

      - Río Tiznados
      - Río Pao
      - Río Cojedes
        - Río San Carlos
          - Río Tinaco

        - Río Turbio

      - Río Acarigua
      - Río Quache

    - Caucagua
    - Río Masparro
    - Río Santo Domingo
    - Río Pagüey
    - Río Canagua
    - Río Caparo
    - Río Sarare
    - Río Uribante

  - Río Arauca
    - Río Cunaviche
    - Río Matiyure
      - Río Orichuna oder Arichuna

  - Río Chiviripa
  - Río Capanaparo
  - Río Suapure
  - Río Cinaruco
  - Río Parguaza
  - Río Meta
  - Río Sipapo
    - Río Cuao
    - Río Autana
    - Río Guayapo

  - Río Atabapo
  - Río Ventuari
    - Río Parú
    - Río Marieta
    - Río Manapiare

  - Río Cunucunuma
  - Canal del Casiquiare (Mündungsarm)
  - Río Padamo
    - Río Matacuni

  - Río Ocamo
  - Río Mavaca
  - Río Manaviche

### Golf von Paria
- Río Caño Mánamo (im Orinocobecken)
- Río Guanipa
  - Río Amana
- Río San Juan
  - Río Guarapiche

### Karibisches Meer
- Río Manzanares
- Río Neverí
  - Río Aragua
- Río Unare
  - Río Güere
  - Río Tamanaco
- Río Guapo
- Río Tuy
- Río Capayo
- Río Aroa
- Río Yaracuy
- Río Tocuyo
- Río Hueque
- Río Monay
  - Río Pedregal
- Río Maticora
- Río El Limón
  - Río Socuy
  - Río Guasare

#### Maracaibo-See
- Río Motatán
- Río Chama
  - Río Albarregas
- Río Escalante
- Río Catatumbo
  - Río Zulia
    - Río Pamplonita (Kolumbien)
      - Río Táchira

  - Río Tarra
- Río Tucuro
- Río Apón
- Río Palmar

### Valenciasee
- Río Tapatapa oder El Limón
- Río Güey
- Río Turmero
- Río Aragua
- Río Tocorón
- Río Güigüe
- Río Caño Central
  - Río Cabriales
- Río Los Guayos
- Río Guacara
- Río Ereigue
- Río Cura
- Río Mariara